# Ойслендер Олександр Юхимович
Ойслендер Олександр Юхимович (1908—1963) — російський радянський поет, перекладач, військовий кореспондент і моряк.
Народився в містечку Ходорків (Сквирський повіт, Київська губернія). Навчався в Московському поліграфічному інституті (1930—1933). Працював журналістом, вірші почав писати в кінці 1920-х років, в цей же час служив на Чорноморському флоті. Під час Великої Вітчизняної війни служив на півострові Рибальський, був військовим кореспондентом газет «Червонофлотець» і «Североморец». Контужений. Створив і опублікував цикли і збірки віршів. Деякі з них побачили світ вже після смерті автора. Основна тема творчості — Заполяр'є і воїни, які його захищали. Написав текст відомої пісні «Тільняшка».

## Деякі збірки
«рос. Мир свежеет» (1931), «Мертвий вузол» (1933), «Серпень» (1938), «Далекий край» (1942), «Полярна вахта» (1946). «Вогнище на березі» (1948), «Завжди на вахті» (1954), «Добрий клімат» (1956), «Море і берег» (1960), «Корабельна сторона» (1962), «Злиття» (1966).
Також написав поему «Чапаєв».
Відомий як перекладач віршів і поем творів марійських поетів О. Іпая, М. Казакова, М. Майна, С. Вишневського та ін.